# دونالد آدامز
دونالد آدامز (8 يونيو 1880 - 8 يناير 1976) (بالإنجليزية: Donald Adams)‏ هو لاعب كريكت بريطاني وبريطاني (وحمل سابقاً جنسية المملكة المتحدة لبريطانيا العظمى وأيرلندا). شارك مع منتخب إنجلترا للكريكت.